# Robert J. Skinner

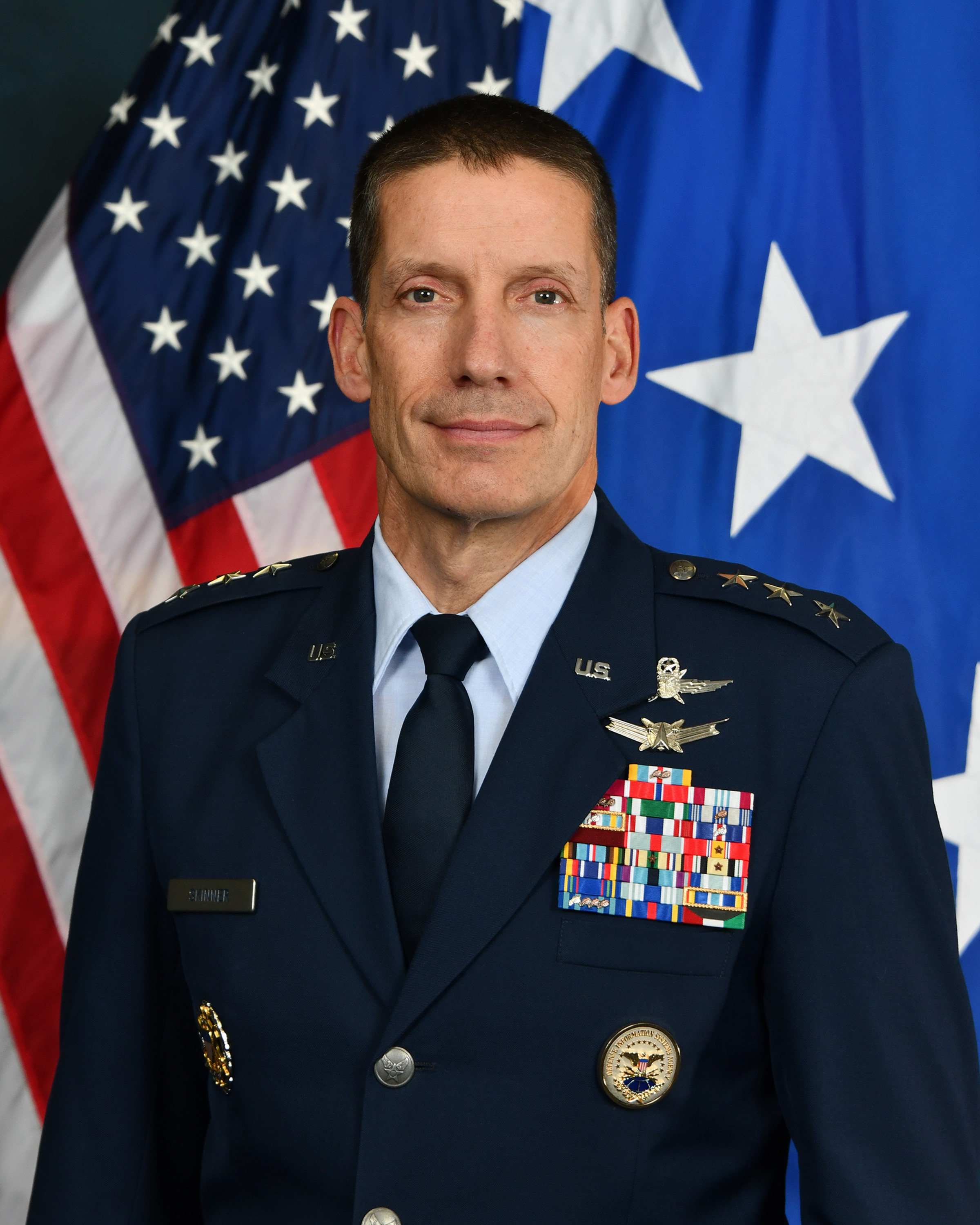
Robert J. Skinner (2021)

Robert J. Skinner (* um 1967) ist ein pensionierter Generalleutnant der United States Air Force. Er war unter anderem Kommandeur der 24. Luftflotte (Twenty Fourth Air Force) und der Defense Information Systems Agency.

## Militärische Karriere
Über die Officer Training School gelangte er im Jahr 1989 in das Offizierskorps der United States Air Force. Dort durchlief er anschließend alle Offiziersränge vom Leutnant bis zum Drei-Sterne-General.
Im Lauf seiner militärischen Karriere absolvierte er verschiedene Kurse und Schulungen. Dazu gehörten unter anderem die Squadron Officer School auf der Maxwell Air Force Base in Alabama; das Air Force Institute of Technology in Dayton in Ohio; der Advanced Communications Officer Training Course auf der Keesler Air Force Base in Mississippi; das Command and General Staff College der United States Army in Fort Leavenworth in Kansas; das Air War College über einen Fernkurs und das Industrial College of the Armed Forces der National Defense University. Außerdem erhielt er akademische Grade vom Park College in Missouri und der Oklahoma City University.
In seinen frühen Jahren als Offizier der Luftwaffe war er an verschiedenen Stützpunkten in den Vereinigten Staaten stationiert. Dabei war er unter anderem bei verschiedenen Einheiten im Kommunikations- und Netzwerkbereich tätig. Dazwischen absolvierte er die erwähnten Schulungen. Zwischen März 1997 und Juni 1999 war er auf der Royal Air Force Base Mildenhall in England stationiert. Dabei gehörte er als leitender Systemoffizier (Commander, Info Systems Flight) dem Stab des 100. Luftbetankungsgeschwaders (100th Air Refueling Wing) an.
Nach seinem anschließenden Studium am Army Command and General Staff College wurde er im Juni 2000 auf die Cannon Air Force Base in New Mexico versetzt. Bis zum Juli 2002 kommandierte er dort als Oberstleutnant die 27. Nachrichtenschwadron (27th Communications Squadron). Anschließend gehörte er bis zum Juli 2004 dem Stab der Joint Chiefs of Staff an. Skinners nächste Mission führte ihn zur Vandenberg Air Force Base in Kalifornien. Zwischen Juli 2004 und Juni 2005 leitete er dort die Stabsabteilung für Kommunikation (Director of Communications) bei der 14. Luftflotte. Gleichzeitig kommandierte er dort die 614. Schwadron (614th Space Communications Squadron).
Daran schloss sich sein bis zum Juni 2006 andauerndes Studium am Industrial College of the Armed Forces an. Anschließend erhielt er auf der Schriever Air Force Base in Colorado den Oberbefehl über die 50th Network Operations Group. Diese Aufgabe nahm er zwischen Juli 2006 und Juli 2008 wahr. Nach einer zwischenzeitlichen Verwendung als Stabsoffizier im Hauptquartier der Air Force wurde Robert Skinner auf die Lackland Air Force Base in Texas versetzt. Zwischen August 2009 und Juli 2011 kommandierte er dort das 688. Nachrichtengeschwader (688th Information Operations Wing). Es folgte eine Versetzung zum damaligen Air Force Space Command auf der Peterson Aire Force Base, ebenfalls in Colorado. Bis zum Juli 2013 war er Generalinspekteur dieses Kommandos. Anschließend war er bis zum September 2014 in Fort Meade in Maryland Stabsoffizier beim United States Cyber Command. In der Folge verblieb er auf diesem Stützpunkt. Bis zum Juni 2017 gehörte er in unterschiedlichen Funktionen dem Stab der Defense Information Systems Agency an. Anschließend kehrt er zur Peterson AFB zurück, wo er zwischen Juli 2017 und Juni 2018 stellvertretender Kommandeur des Air Force Space Commands war.
Am 17. Juli 2018 übernahm Robert Skinner auf der Lackland AFB als Nachfolger von Christopher P. Weggeman das Kommando über die 24. Luftflotte. Dieses Amt bekleidete er bis zum 11. Oktober 2019, als diese Luftflotte aufgelöst bzw. in andere Verbände eingegliedert wurde. Anschließend wurde Skinner zum Camp H. M. Smith in Hawaii versetzt. Bis zum Februar 2021 leitete er dort die Stabsabteilung für Kommunikation und Cyberaktivitäten (Director, Command, Control, Communications, and Cyber) beim United States Indo-Pacific Command. Danach kehrte er zur Defense Information Systems Agency in Fort George G. Meade zurück, deren Leitung er bis zum 4. Oktober 2024 innehatte. Gleichzeitig leitete er auch das ebenfalls auf diesem Stützpunkt ansässige gemeinsame, dem Verteidigungsministerium unterstehende Nachrichtennetzwerk (Commander, Joint Force Headquarters-Department of Defense Information Networks). Anschließend schied er aus dem aktiven Militärdienst aus.

## Daten der Beförderungen
| Abzeichen | Rang               | Jahr             |
| --------- | ------------------ | ---------------- |
|           | Second Lieutenant  | 7. November 1989 |
|           | First Lieutenant   | 7. November 1991 |
|           | Captain            | 7. November 1993 |
|           | Major              | 1. Juli 1999     |
|           | Lieutenant Colonel | 1. März 2002     |
|           | Colonel            | 1. März 2006     |
|           | Brigadier General  | 26. Juli 2013    |
|           | Major General      | 2. Mai 2017      |
|           | Lieutenant General | 25. Februar 2021 |

## Orden und Auszeichnungen
Robert Skinner erhielt im Lauf seiner militärischen Laufbahn unter anderem folgende Auszeichnungen:
- Defense Superior Service Medal
- Legion of Merit
- Bronze Star Medal
- Defense Meritorious Service Medal
- Meritorious Service Medal
- Navy Commendation Medal
- Air Force Achievement Medal